# James Moore
James Moore (ur. 26 lutego 1978 w Arklow) – irlandzki bokser, brązowy medalista amatorskich mistrzostw świata.

## Kariera amatorska
Jest brązowym medalistą mistrzostw świata w kategorii półśredniej: na mistrzostwach w 2001 roku w Belfaście pokonał kolejno Aleksandrsa Sotniksa, Dariusa Jaseviciusa, Leonarda Bundu i Firata Karagollu, natomiast w półfinale przegrał z późniejszym srebrnym medalistą Anthonym Thompsonem.

## Kariera zawodowa
Na zawodowstwo przeszedł w sierpniu 2005 roku. Przez pięć lat stoczył 20 pojedynków, z których 17 wygrał. W 2008 roku przegrał na punkty z przyszłym mistrzem świata WBA w kategorii lekkośredniej Jurijem Formanem. 5 czerwca 2010 roku, w ostatniej walce w karierze, przegrał na punkty z Polakiem Pawłem Wolakiem.